# Guy Fairfax
Guy Fairfax, född ett okänt år, död 1495, var en engelsk domare. 
Han föddes som den tredje sonen till Richard Fairfax av Walton och hans fru Anastasia, dotter till John Carthorpe. Han omnämndes i ett dokument om herrgården i Hameldene år 1421, då han ännu var väldigt ung. Från sin far ärvde han herrgården Steeton i Yorkshire, där han byggde ett slott. Under början av sin karriär verkar han ha fokuserat all sin kraft på lokala frågor. Fairfax medverkade under flera mål i West Riding of Yorkshire 1435 och 1460 utredde han vilken mark som tillhörde Rikard, hertig av York i detta distrikt.
En av hans kollegor var sir William Plumpton och 1469 satt han med i dennes råd. Fairfax namn dök först upp i årsböckerna runt mickelsmäss 1463, där han skrevs tillhöra Gray's Inn. 28 april 1468 utsågs han till en av de kungliga serjanterna och 1476 blev han domare i York. Tillsammans med sin fru, Margaret Ryther (dotter till sir William Ryther), fick han sex barn (fyra söner och två döttrar). Den äldste av hans söner, William, var domare under Henrik VIII:s regeringstid.
Fairfax avled sedan under 1495. Han kan ha varit en av de personer som gjorde namnet "Guy" (vilket uttalas som [gi:] eller [gi']) populärt i York.